# Бодешть (комуна)
Бодешть, Бодешті (рум. Bodești) — комуна у повіті Нямц в Румунії. До складу комуни входять такі села (дані про населення за 2002 рік):
- Бодешть (2167 осіб)
- Бодештій-де-Жос (1781 особа)
- Корнь (197 осіб)
- Ошлобень (1018 осіб)

Комуна розташована на відстані 289 км на північ від Бухареста, 12 км на північ від П'ятра-Нямца, 89 км на захід від Ясс.

## Населення
За даними перепису населення 2002 року у комуні проживали 5163 особи. Усі жителі комуни рідною мовою назвали румунську.
Національний склад населення комуни:
| Національність | Кількість осіб | Відсоток |
| -------------- | -------------- | -------- |
| румуни         | 5108           | 98,9%    |
| цигани         | 55             | 1,1%     |

Склад населення комуни за віросповіданням:
| Релігія       | Кількість осіб | Відсоток |
| ------------- | -------------- | -------- |
| православні   | 4705           | 91,1%    |
| адвентисти    | 253            | 4,9%     |
| бретрени      | 41             | 0,8%     |
| баптисти      | 21             | 0,4%     |
| не релігійні  | 13             | 0,3%     |
| старообрядці  | 9              | 0,2%     |
| лютерани      | 9              | 0,2%     |
| п'ятдесятники | 4              | 0,1%     |
| римо-католики | 3              | 0,1%     |